# Ctenotus serotinus
Espèce
Ctenotus serotinus est une espèce de sauriens de la famille des Scincidae.

## Répartition
Cette espèce est endémique du Queensland en Australie.

## Publication originale
- Czechura, 1986 : Skinks of the Ctenotus schevilli species group. Memoirs of the Queensland Museum, vol. 22, no 2, p. 289-297 (texte intégral).